# 316
316（三百十六、さんびゃくじゅうろく）は自然数、また整数において、315の次で317の前の数である。

## 性質
- 316 は合成数であり、約数は 1, 2, 4, 79, 158, 316 である。
  - 約数の和は560。
- 各位の和が10になる30番目の数である。1つ前は307、次は325。
- 316 = 22 × 79
  - 2つの異なる素因数の積で p2 × q の形で表せる39番目の数である。1つ前は292、次は325。(オンライン整数列大辞典の数列 A054753)
- 桁の調和平均が2になる7番目の数である。1つ前は222、次は361。(オンライン整数列大辞典の数列 A062180)
例．3/1/3 + 1/1 + 1/6 = 2

## その他 316 に関連すること
- 西暦316年
- 316は、E48系列の標準数。
- ISO 3166-1（JIS X 0304 国名コード）の316は、グアム。
- 年始から数えて316日目は11月12日、閏年は11月11日。
- 道路標識316は、駐車禁止。
- スカパー!のCh316は、スター・チャンネル プラス。
- SA316 アルーエトIIIは、フランスのシュド・アビアシオン（後のアエロスパシアル）製のヘリコプター。
- 第316師団は、大日本帝国陸軍の師団。
- 第316歩兵師団は、ベトナム人民陸軍の師団。
- スロート(USS Sloat, DD-316)は、アメリカ海軍の駆逐艦。
- ハーヴェソン(USS Harveson, DE-316)は、アメリカ海軍の護衛駆逐艦。
- バーベル(USS Barbel, SS-316)は、アメリカ海軍の潜水艦。